# Bitten (televisieserie)
Bitten is een Canadese actieserie van de zender Space. De serie is gebaseerd op 
de romanreeks Women of the Otherworld van Kelley Armstrong.

## Verhaal
De reeks volgt de avonturen van de 28-jarige Elena Michaels, de enige vrouwelijke weerwolf ter wereld. Elena, een wees, dacht eindelijk haar ware liefde gevonden te hebben in Clayton, totdat haar leven voorgoed veranderde. Met een kleine beet, werd het normale leven waar ze zo naar hunkerde van haar afgenomen en moest ze overleven met de roedel.

## Cast en personages

### Hoofdrollen
- Laura Vandervoort als Elena Michaels
- Greyston Holt als Clayton Danvers
- Greg Bryk als Jeremy Danvers
- Steve Lund als Nick Sorrentino
- Michael Xavier als Logan Jonsen (seizoen 1–2)
- Genelle Williams als Rachel Sutton (terugkerend seizoen 1–2; hoofdrol seizoen 3)
- Tommie-Amber Pirie als Paige Winterbourne (terugkerend seizoen 2; hoofdrol seizoen 3)

### Terugkerende personages
- Paulino Nunes als Antonio Sorrentino (seizoen 1)
- Joel Keller als Peter Myers (seizoen 1)
- Benjamin Ayres als Jorge Sorrentino (seizoen 1, 3)
- Elias Toufexis als Joey Stillwell
- Michael Luckett als Daniel Santos (seizoen 1)
- James McGowan als Malcolm Danvers (seizoen 1–2)
- Noah Danby als Zachary Cain
- Pascal Langdale als Karl Marsten
- Curtis Carravaggio als Thomas LeBlanc (seizoen 1)
- Patrick Garrow als Victor Olson (seizoen 1)
- Marc Bendavid als Scott Brandon (seizoen 1)
- Ryan Kelly als Nate Parker (seizoen 1–2)
- Dan Petronijevic als Samuel Boggs (seizoen 1)
- Fiona Highet als Sheriff Karen Morgan (seizoen 1, 3)
- Rogan Christopher als Deputy Paul O'Neil (seizoen 1)
- Natalie Brown als Diane McAdams (seizoen 1–2)
- Sherry Miller als Olivia McAdams (seizoen 1)
- Eve Harlow als Amber (seizoen 1)
- Natalie Lisinska als Sylvie (seizoen 1)
- Ace Hicks als Becky McAdams (seizoen 1)
- Evan Buliung als Michael Braxton (seizoen 1)
- Noah Cappe als Travis (seizoen 1)
- Chris Ratz als Jack (seizoen 1)
- Tammy Isbell als Ruth Winterbourne (seizoen 2)
- Sean Rogerson als Aleister (seizoen 2)
- Kiara Glasco als Savannah Levine (seizoen 2)
- Debra McCabe als Clara Sullivan (seizoen 2)
- Angela Besharah als Bridget (seizoen 2)
- Carly Street als Dr. Sondra Bauer (seizoen 2)
- Daniel Kash als Roman Navikev (seizoens 2–3)
- Brock Johnson als Richard Hart (seizoen 2)
- Mishka Thebaud als Eduardo Escobado (seizoens 2–3)
- Salvatore Antonio als Roderigo Sanchez (seizoen 2)
- John Ralston als Sasha Antonov (seizoen 3)
- Sofia Banzhaf als Katia Antonov (seizoen 3)
- Alex Ozerov als Alexei Antonov (seizoen 3)
- Rafael Petardi als Konstantin Sarantin (seizoen 3)
- Oliver Becker als The Albino (seizoen 3)
- Ian Lake als Anson Haight (seizoen 3)
- Ian Matthews als Bucky Durst (seizoen 3)

### Gastenrollen
- Mackenzie Gray als Jimmy Koenig (seizoen 1)
- Shauna MacDonald als Lily Bevelaqua (seizoen 2)

## Seizoenen en afleveringen
| Seizoen  | Aantal afleveringen | Startdatum       | Einddatum     |
| -------- | ------------------- | ---------------- | ------------- |
| 1 (2014) | 13                  | 11 januari 2014  | 5 april 2014  |
| 2 (2015) | 10                  | 7 februari 2015  | 11 april 2015 |
| 3 (2016) | 10                  | 12 februari 2016 | 15 april 2016 |